# Paumelle Point
Der Paumelle Point (französisch Pointe Paumelle) ist eine Landspitze, die das nordwestliche Ende einer Halbinsel am westlichen Ausläufer der Booth-Insel im Wilhelm-Archipel vor der Westküste der Antarktischen Halbinsel bildet. Zudem markiert sie die Südseite der Einfahrt zur Libois-Bucht.
Teilnehmer der Vierten Französischen Antarktisexpedition (1903–1905) kartierten sie als Erste. Der Expeditionsleiter und Polarforscher Jean-Baptiste Charcot benannte sie nach Robert Paumelle, Steward seines Forschungsschiffs Français.